# Историја српскога народа (књига Станоја Станојевића)
Историја српског народа Станоја Станојевића први је целовити преглед српске прошлости. Књига је први пут објављена 1908. године. Пре Станојевића књигу Историја српског народа издали су Љубомир Ковачевић и Љубомир Јовановић, али је она обухватала период само до 1020. године. Колико је српска култура осећала потребу за целовитим прегледом српске историје говори податак да је целокупни први тираж (3.900 примерака) продат у преплати. Станоје Станојевић се жалио да му је прво издање било лоше среће јер је објављено у години Анексионе кризе па је било забрањено у Аустроугарској, а део тиража је уништен.
Српску прошлост поделио је у 12 целина:
- Балканско полуострво пре доласка Словена,
- Насељавање Словена на Балканско полуострво,
- Прве српске државе,
- Зета као политички центар српског народа,
- Борба Зете и Рашке о превласт,
- Снажење српских држава,
- Превласт српског народа на балканском полуострву,
- Борба српског народа са Турцима,
- Српски народ под Турцима,
- Борба српскога народа против Турске и против Аустрије,
- Културни и политички препорођај српскога народа,
- Културно јединство српскога народа.

Четврто издање из 1926. садржи и одељак
- Србија ослобађа и уједињује Србе, Хрвате и Словенце.

Иза сваког поглавља налази се попис најзначанијих извора и литературе. Друго и сва потоња издања садрже историјске карте преузете из Српског историјског атласа Василија Марковића који је био Станојевићев ученик. Пето издање из 1982. године не задржи поглавље о стварању Југославије јер је Српска православна црква сматрала за најпогодније издање за западну Европу друго издање из 1910. па је према њему штампала репринт.
Станојевић је излагао само политичку прошлост српског народа настојећи да прикаже политички развој свих Срба, независно од државе у којој су живели. Период турске власти и збивања из савремене историје за аутора приказана су укратко, често у скици а у складу са историографским истраживањима Стојана Новаковића, Михаила Гавриловића, Јована Томића и Слободана Јовановића. Станојевић је хтео да културну историју прикаже у другом делу свог дела, али га је смрт спречила да започето заврши. Ова књига објављена је и на чешком језику у преводу Милана Паулова а са предговором Јарослава Бидлоа. Бидло је додао поглавље о српској историји од 1910. до почетка Првог светског рата.